# François Guin
François "Frick" Guin (Contres, 18 mei 1938) is een Franse jazz-trombonist, fluitist en componist.
Guin richtte in de jaren zestig de groepen 'Les Four Bones' en 'Les Swingers' op.  Met 'Les Swingers' trad hij elke avond op in Club St. Germain in Parijs. In oktober 1969 speelde hij met de Duke Ellington Big Band op tijdens het Paris Jazz festival. Met twee bandleden van Ellington, Paul Gonsalves en Cat Anderson nam hij een album op. In de jaren zeventig en tachtig werkte hij met de groep 'The Four Bones', waarin tevens trombonist Benny Vasseur speelde. In de jaren tachtig was hij ook actief in de bigband van Claude Bolling. Sindsdien heeft hij verschillende groepen gehad, waaronder een bigband.
In 1970 ontving Guin de Prix Django Reinhardt en werd hij in de poll van Jazz Hot uitgeroepen tot beste trombonist.

## Discografie (selectie)
- Swingers in the Groove, Riviera Records, 1970
- François Guin et les Swingers + the Four Bones, Disques Barclay, 1975
- Swingin' Trombone, King Records, 1976
- François Guin and the Four Bones, Black & Blue Records, 1978
- Live in Levallois, 1987
- Haneda, Black and Blue, 2002

met Paul Gonsalves:
- Paul Gonsalves/François Guin With Les Swingers et les Four Bones, Riviera Records, 1969

met Bill Coleman:
- 1971 Live, Blue Jazz, 1971

met Guy Lafitte:
- Sugar and Spice, RCA Victor, 1972

met Cat Anderson:
- Cat Anderson/François: Guin & les Four Bones, Barclay ,1979

met Benny Vasseur:
- François Guin · Benny Vasseur, 1979